# Оннен, Айке
А́йке О́ннен (нем. Eike Onnen; род. 3 августа 1982, Ганновер, ФРГ) — немецкий легкоатлет, специализирующийся в прыжке в высоту. Бронзовый призёр чемпионата Европы 2016 года. Финалист чемпионата мира (2007, 2015). Семикратный чемпион Германии. Участник летних Олимпийских игр 2016 года.

## Биография
Мама Айке, а впоследствии его тренер, Астрид Фредебольд-Оннен, также профессионально занималась лёгкой атлетикой, в 1978 году она становилась чемпионкой ФРГ в пятиборье. Её сын начинал свои шаги в спорте с футбола, но затем переключился на многоборье. После второго места на юношеском чемпионате страны он принял решение остановиться на прыжке в высоту, где его результаты были наиболее высокие.
В 2003 году стал пятым на чемпионате Европы среди молодёжи с личным рекордом 2,23 м.
На чемпионате Германии в помещении 2004 года он получил серьёзный перелом лодыжки. Врачи оценивали шансы на возвращение в спорт в 50 процентов, восстановление заняло 10 месяцев, а последствия этой травмы сказывались на тренировочном процессе и спустя десять лет.
Одним из самых успешных в карьере Айке стал 2007 год. В том сезоне он установил личный рекорд 2,34 м и несколько раз показывал на соревнованиях результат 2,30 м и выше. На домашнем Кубке Европы в Мюнхене стал первым, а на чемпионате мира вышел в финал, где занял седьмое место.
Из-за травм был вынужден пропустить Олимпийские игры 2008 года, а в последующие годы был далёк от своей лучшей формы.
На чемпионате Европы 2012 года остался на 10-м месте с результатом 2,20 м.
В июне 2015 года впервые за четыре года преодолел планку на высоте выше 2,30 м: на региональных соревнованиях ему удалось взять 2,32 м. На чемпионате мира в Пекине вышел в финал, где занял 12-е место.
В 2016 году в седьмой раз стал чемпионом страны. На чемпионате Европы показал результат 2,29 м, который принёс ему бронзовую медаль, а Германии — первого призёра европейского первенства в прыжках в высоту за последние 30 лет.
В 34 года дебютировал на Олимпийских играх. В Рио-де-Жанейро занял 24-е место в квалификации и не смог отобраться в основные соревнования.
Закончил Полицейскую академию Нижней Саксонии.
Младшая сестра Айке, Имке Оннен, также выступает на соревнованиях в прыжке в высоту.

## Основные результаты
| Год  | Турнир                          | Место проведения         | Место        | Результат |
| ---- | ------------------------------- | ------------------------ | ------------ | --------- |
| 2003 | Чемпионат Европы среди молодёжи | Быдгощ, Польша           | 5-е          | 2,23 м    |
| 2006 | Кубок Европы                    | Малага, Испания          | 7-е          | 2,20 м    |
| 2007 | Кубок Европы                    | Мюнхен, Германия         | 1-е          | 2,30 м    |
| 2007 | Чемпионат мира                  | Осака, Япония            | 7-е          | 2,26 м    |
| 2011 | Чемпионат мира                  | Тэгу, Южная Корея        | 15-е (квал.) | 2,28 м    |
| 2012 | Чемпионат Европы                | Хельсинки, Финляндия     | 10-е         | 2,20 м    |
| 2015 | Чемпионат мира                  | Пекин, Китай             | 12-е         | 2,25 м    |
| 2016 | Чемпионат Европы                | Амстердам, Нидерланды    | 3-е          | 2,29 м    |
| 2016 | Олимпийские игры                | Рио-де-Жанейро, Бразилия | 24-е (квал.) | 2,26 м    |